# 小此木啓吾
小此木 啓吾（おこのぎ けいご、1930年1月31日 - 2003年9月21日）は、日本の医学者・精神科医、精神分析家。学位は、医学博士。慶應義塾大学環境情報学部教授、東京国際大学教授を歴任。
青年が大学を留年しつづけ、その後も定職につかない傾向の増加を分析し、彼らを人生の選択をさけていつまでも可能性を保ったまま、大人になることを拒否して猶予期間にとどまる「モラトリアム人間」と呼んだ。

## 来歴
1930年東京府生まれ。慶應義塾幼稚舎、慶應義塾普通部を経て、1954年慶應義塾大学医学部卒業。1960年「自由連想法の研究」で医学博士の学位を取得。1972年慶應義塾大学医学部助教授。1990年慶應義塾大学環境情報学部教授。後に東京国際大学人間社会学部教授。

## 人物
難解な精神分析理論を専門家のみならず広く一般に紹介した。最新の精神分析理論を学び、晩年は自己心理学の流れを汲んだロバート・ストロロウらによる間主観的アプローチに強い関心を示していた。後進の育成にも熱心で、狩野力八郎・北山修・丸田俊彦・妙木浩之・貞安元・白波瀬丈一郎など多くの門下生が第一線で活躍している。

## 学会
- 日本精神分析学会元会長

## 著書

### 単著
- 『精神分析ノート』日本教文社, 1964
- 『生きている人間関係 あなたと私の精神分析』日本教文社, 1966
- 『"私"との対面 精神分析的出合い論』日本教文社, 1969
- 『エロス的人間論―フロイトを超えるもの』講談社現代新書、1970
- 『現代精神分析I・II』誠信書房、1971
- 『セミ・ノイローゼ時代―あなたを守るノイローゼの基礎知識』(保健同人選書) 保険同人社, 1971
- 『自我と社会の出会い 精神分析的考察』日本教文社, 1972
- 『フロイト―その自我の軌跡―』NHKブックス（日本放送出版協会、1973年）
- 『モラトリアム人間の時代』中公叢書（中央公論社、1978年）のち中公文庫 改版2010
- 『人類の知的遺産　フロイト』講談社　1978、講談社学術文庫 1989
- 『フロイトとの出会い―自己確認への道―』人文書院、1978
- 『対象喪失―悲しむということ―』中公新書、1979
- 『モラトリアム人間の心理構造』中央公論社, 1979.7
- 『笑い・人みしり・秘密―心的現象の精神分析―』（創元社、1980年）
- 『シゾイド人間―内なる母子関係をさぐる―』（朝日出版社、1980年）のち講談社文庫、ちくま学芸文庫
- 『自己愛人間―現代ナルシシズム論―』（朝日出版社、1981年）のち講談社文庫、ちくま学芸文庫
- 『幻想からの脱出 現代ナルシシズムの社会の中で』(講談社ゼミナール選書) 1981.11
- 『視界ゼロに生きる ソフトな自我の効用』TBSブリタニカ, 1982.12 のち三笠書房・知的生きかた文庫
- 『日本人の阿闍世コンプレックス』中公文庫、1982
- 『モラトリアム人間を考える 全能の錯覚に生きる現代人』(C books）中央公論社, 1982、中公文庫 1985
- 『こころの進化 現代人は何を失い、何を得たか』（CBS・ソニー出版、1982年）のち知的生きかた文庫
- 『家庭のない家族の時代』（ABC出版、1983年）のち集英社文庫、ちくま文庫
- 『人間の読み方・つかみ方 日本的心理学のすすめ』PHP研究所, 1983.3 のち文庫
- 『精神分析ノート 2 生きている人間関係』日本教文社, 1984.4
- 『精神分析ノート 3 "私"との対面』日本教文社, 1984.4
- 『モラトリアム社会のナルシスたち』朝日出版社, 1984.6
- 『英雄の心理学』PHP研究所, 1984.9 のち文庫
- 『家族心理学のすすめ 親と教師のために』小学館創造選書 1984.9 
  - 「親のこころ、子のこころ 親と教師の心理学」(小学館ライブラリー)
- 『精神分析の臨床的課題』金剛出版, 1985.10
- 『精神分析の成立ちと発展』（弘文堂、1985年）
- 『メンタルヘルスのすすめ』新潮社, 1985.11、新潮文庫 1988
- 『現代精神分析の基礎理論』（弘文堂、1985年） 
  - 『現代の精神分析―フロイトからフロイト以降へ―』講談社学術文庫、2002
- 『現代人の心理構造』(NHK市民大学) 日本放送出版協会, 1985.4 のちNHKブックス
- 『現代人の心をさぐる よりよい精神生活のために』朝日新聞社, 1986.3、朝日文庫, 1990
- 『秘密の心理』講談社現代新書、1986年
- 『一・五の時代』ちくまライブラリー（筑摩書房、1987年）、ちくま文庫 1993
- 『ゆらぐ心のきずな アンケートに聴く人々の声』女子パウロ会, 1989.11
- 『フロイト―その批判と応用』（至文堂、1989年）
- 『エディプスと阿闍世』（青土社、1991年）
- 『ヒューマン・マインド　愛と哀しみの精神分析』（金子書房、1991年）
- 『映画でみる精神分析』（彩樹社、1992年）
  - 「愛の真実と偽りをどうみわけるか 映画でみる精神分析」、「本当の自分」をどうみつけるか 映画でみる精神分析」、2分冊で講談社+α文庫、1998年
- 『愛されるこころ愛を疑うこころ 真実の幸福のある場所』青春出版社 1993.6
- 『精神分析は語る フロイトから現代へ』（青土社、1995年）
- 『あなたの身近な「困った人たち」の精神分析 パーソナリティそのミクロな狂い』（大和書房、1995年）のち新潮OH!文庫
- 『メディアエイジの精神分析』慶応SFC人間環境ライブラリー 日科技連出版社, 1996.10
- 『過去への旅 精神分析10話』近代文芸社, 1996.10
- 『視界ゼロの家族 夫婦・親子のゆくえ』海竜社, 1996.8
- 『子育てに悩むお母さんへ ママの心理相談』講談社, 1997.1
- 『父と母と子、その愛憎の精神分析』講談社+α文庫, 1997.6
- 『母親に語る「しつけ」の精神分析 幼稚園児・小学生の間に身につけてほしい心』金子書房, 1998.10
- 『モラトリアム国家・日本の危機』祥伝社, 1998.7
- 『「家族学」ことはじめ』講談社 1999.1
- 『精神分析のおはなし』創元社, 1999.3、創元こころ文庫 2016
- 『なぜ「困った人」なのか 会社で・家庭で・自分の中で』大和書房, 1999.7　
  - 「「困った人間関係」の精神分析」(新潮文庫) 2003
- 『こころの痛み どう耐えるか』 (NHKライブラリー) 日本放送出版協会, 2000.10
- 『「ケータイ・ネット人間」の精神分析―少年も大人も引きこもりの時代―』（飛鳥新社、2000年）、朝日文庫 2005
- 『ドゥーイング・ファミリー 家族愛をどう取り戻すか』PHP研究所, 2001.6
- 『フロイト思想のキーワード』講談社現代新書, 2002

### 共著
- （河合隼雄）『フロイトとユング』（思索社、1978年。第三文明社〈レグルス文庫〉、1989年。講談社学術文庫、2013年）
- （山田太一）『山田太一、小此木啓吾、「家族」を語る。』（PHP研究所、2000年）
- （濱田庸子・山田康）『「次世代を育む心」の危機―ジェネラティビティ・クライシスをめぐって』（慶應義塾大学出版会、2004年）

### 編著
- 『青年の精神病理2』（弘文堂、1980年）
- 『心身症診療I・II』（六法出版、1984年）
- 『産業精神医学』（医歯薬出版、1985年）
- 『精神分析のすすめ―わが国におけるその成り立ちと展望』（創元社、2003年）

### 共編著
- （加藤正明）『精神医学事典』（弘文堂、1975年）
- （馬場謙一）『精神分析入門』（有斐閣、1977年）
- （岩崎徹也・橋本雅雄・皆川邦直）『精神分析セミナーI-V』（岩崎学術出版社、1981年-1987年）ISBN 978-4753381043，ISBN 978-4753382026，ISBN 978-4753383078，ISBN 978-4753387069，ISBN 978-4753385119
- （加藤正明）『講座 家族精神医学1-4』（弘文堂、1982年）
- （妙木浩之）『フロイトとの再会』（新人物往来社、1994年）
- （妙木浩之）『精神分析の現在』（至文堂、1995年）
- （大野裕・深津千賀子）『心の臨床家のための必携精神医学ハンドブック』（創元社、1998年）
- （北山修）『阿闍世コンプレックス』（創元社、2001年）
- （北山修）『精神分析事典』（岩崎学術出版社、2002年）ISBN 978-4753302031

### 訳書
- S・フロイト『フロイド選集9・15・16』（日本教文社、1969年）
- S・フロイト『フロイト著作集6・7・9』（人文書院、1969年、1973年、1974年）
- W・ライヒ『性格分析―その技法と理論―』（岩崎学術出版社、1969年）
- K・A・メニンガー『精神分析技法論』（岩崎学術出版社、1969年）
- N・W・アッカーマン『家族生活の精神力学』（岩崎学術出版社、1965年、1970年）
- E・H・エリクソン『自我同一性―アイデンティティとライフサイクル』（誠信書房、1973年）
- L・ベラック『山アラシのジレンマ―人間的過疎をどう生きるか―』（ダイヤモンド社、1974年）
- F・ドルト『少年ドミニクの場合』（平凡社、1975年）
- G・L・エンジェル『心身の力動的発達』（岩崎学術出版社、1976年）
- H・ガントリップ『対象関係論の展開』（誠信書房、1981年）
- M・クライン『メラニー・クライン著作集2・4・5』（誠信書房、1997年、1985年、1996年）
- D・カイリー『ピーター・パン・シンドローム―なぜ、彼らは大人になれないのか―』（祥伝社、1984年）
- D・カイリー『ウェンディ・ジレンマ―“愛の罠”から抜け出すために―』（祥伝社、1984年）
- D・N・スターン『乳児の対人世界』（岩崎学術出版社、1989年）

## 論文
- 「精神分析学の展望-主として自我心理学の発達をめぐって (1) - (5)」 『精神医学』 第3巻 5号 1961 - 第4巻 1号 1962
- 「深層心理学 (1) - 精神分析におけるその位置づけ」 『異常心理学講座 1. 異常心理学』 みすず書房 1966
- 「精神分析」 『児童臨床心理学講座 1. 児童臨床心理学の諸理論』 岩崎学術出版社 1969
- 「精神分析理論」 『現代精神医学大系・第1巻』 中山書店 1981
- 「精神分析的家族関係論の流れ」 加藤正明ほか編 『講座家族精神医学 1. 家族精神医学の基礎』 弘文堂 1982
- 「家族ライフサイクルとパーソナリティ発達の病理」 弘文堂 1982
- 「中年の危機」 飯田真編 『精神の科学 6. ライフサイクル』 岩波書店 1983
- 「パーソナリティ障碍と境界例」 『精神分析研究』 第27巻 1号 1983
- 「ピーターパン症候群」 『臨床精神医学』 第14巻 1985
- 「逆転移のとらえ方」 『精神分析研究』 第32巻 4号 1988
- 「フロイトの性格論」 本明寛編 『性格心理学新講座 1. 性格の理論』 金子書房 1989
- 「治療構造論」 『臨床心理学大系 7. 心理療法 1』 金子書房 1990
- "A history of psychoanalysis in Japan", Peter Kutter (ed.) Psychoanalysis International, Vol. 2, Frommann-Holzboog, 1995

## 関連人物
- 古沢平作
- 三浦岱栄
- 植松七九郎
- 保崎秀夫
- 土居健郎
- 北山修
- 宮本亜門